# コンチネンタル (自動車部品製造業)

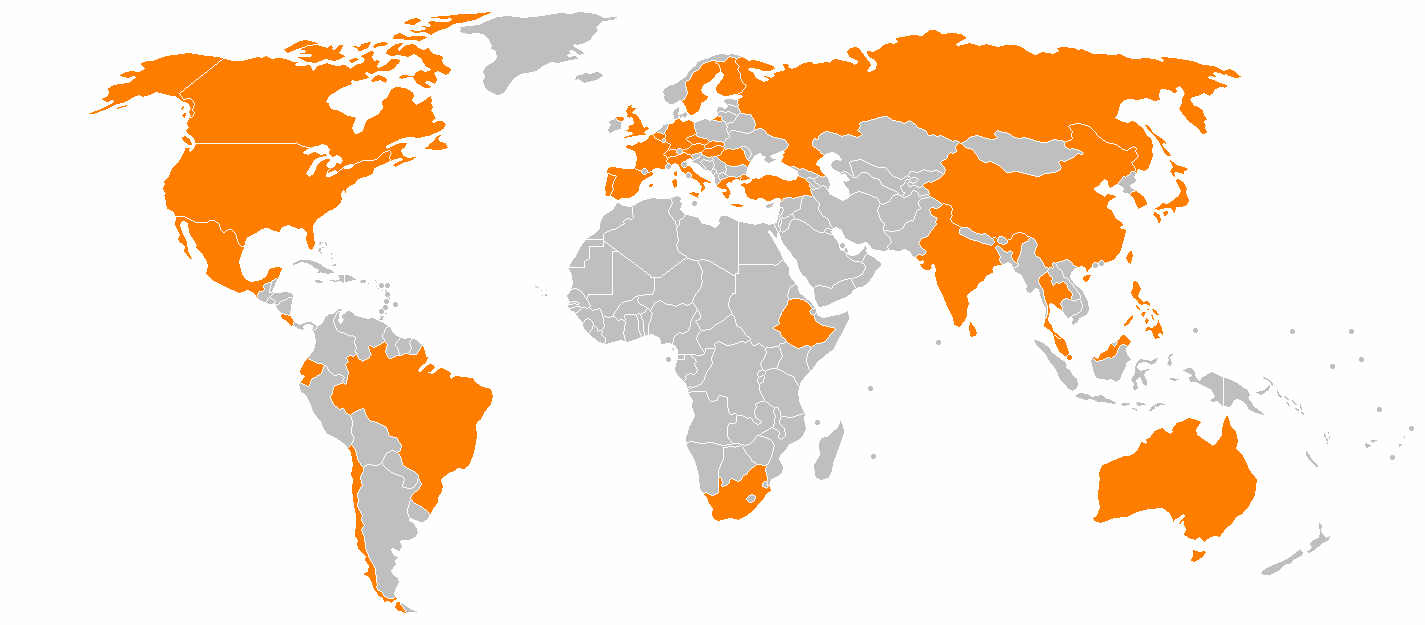
コンチネンタルの拠点

コンチネンタル (Continental AG) は、ドイツのニーダーザクセン州ハノーファーに本拠をおく総合自動車部品およびタイヤメーカーである。DAXの構成銘柄の一つ。
日本法人はコンチネンタル・オートモーティブ株式会社、コンチネンタルタイヤ・ジャパン株式会社およびコンチテック・ジャパン株式会社。

## 概要
1871年、ハノーファーに Continental-Caoutchouc- und Gutta-Percha Compagnie（コンチネンタル天然ゴム・グッタペルヒャ社）として創業。馬車や自転車用のラバー製品、ゴム引き素材、ソリッドタイヤなどを製造していた。そして自動車が発明されると、1898年に自動車用空気入りタイヤの生産を開始した。1904年、コンチネンタルは世界で初めて溝付きの車両用タイヤを製造した。
2007年、ドイツ・シーメンス社の自動車電子部品部門（シーメンスVDO）を買収して自動車機器関連事業に進出。ヨーロッパ、北米、アジア市場における地位を強化し、テレマティクスやブレーキ制御、シャシー制御といった走行性能や安全性能に関わる分野に進出した。その後、インテリアエレクトロニクス、パワートレイン、HV、先進運転支援システムなども開発するようになる。
コンチネンタルAGが持株会社となって「コンチネンタル・グループ」を形成しており、ラバー事業、オートモーティブ事業、パワートレイン事業の3つの事業グループが置かれている。グループ全体の売上高は2018年時点で約444億ユーロ（約5兆5000億円）であり、世界第2位のメガサプライヤーである。58か国に527拠点を持ち、従業員数は約22万名（2020年）。

## 主要製品群
同社は3つの事業部門で構成され、それぞれ以下の製品群を持つ。

### 自動車技術部門
- 自律型モビリティ
  - 先進運転支援システム
- セーフティ&モーション
  - 統合安全システム
  - 車両ダイナミクス
  - ウォッシャーシステム
  - ブレーキシステム
  - パッシブセーフティ・センサー
- アーキテクチャー&ネットワーキング
  - コネクテッドカーネットワーキング
  - 高性能コンピューター
- ユーザーエクスペリエンス
  - ビジュアルディスプレイシステム
  - 制御機器
  - インフォテインメント
- スマートモビリティ
  - 商用車向けサービス
  - モビリティサービス

### タイヤ部門
- 乗用車用/小型トラック用タイヤ
  - ランフラットタイヤ
  - 自己修復タイヤ
  - タイヤノイズ低減技術
  - 冬用タイヤ
  - 夏用タイヤ
  - オールシーズンタイヤ
- 商用車用タイヤ
- タイヤ空気圧監視システム

### ContiTech部門
- エアスプリングシステム
- Benecke-Kalikoグループ
- コンパウンド技術
- エラストマーコーティング
- 自動車用フルイドシステム
- パワートランスミッショングループ
- 振動制御
- 多目的表面素材

## タイヤ

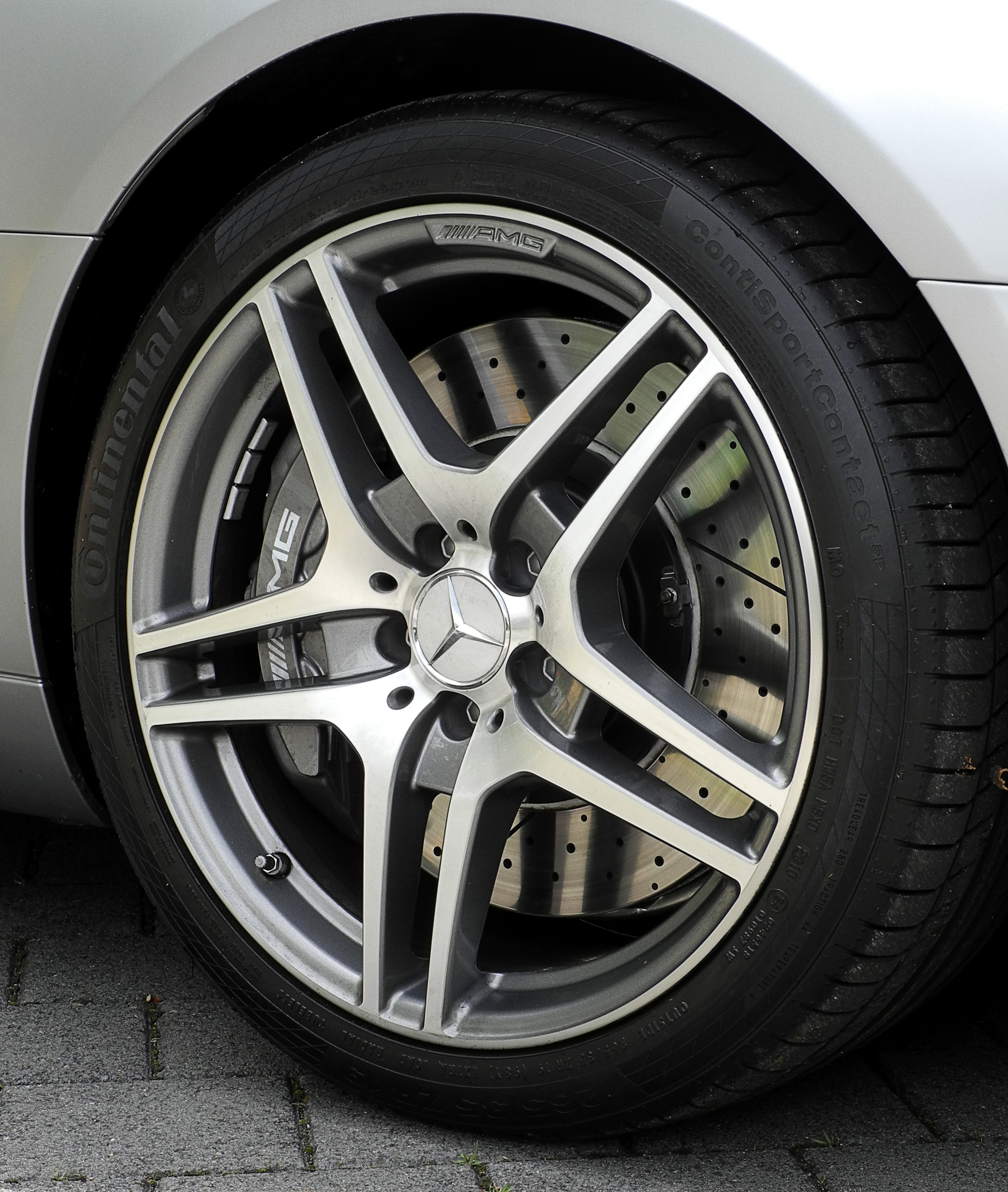
コンチネンタル製 ContiSportContact 5P タイヤを装着したメルセデス・ベンツ・SLS AMG

自動車メーカーのライン装着用のタイヤとして小型車・大型車・ハイパフォーマンスカーなどの用途にそれぞれ適応したタイヤを製造している。またオートバイや自転車用タイヤも製造している。自動車用と同様に、一般生活用に加えて競技用タイヤも製造している。ただし、日本国内においては同社の日本法人であるコンチネンタルタイヤ・ジャパン株式会社ではなく、オートバイ用は株式会社ウインズジャパン、自転車用はミズタニ自転車株式会社が販売している。
2019年度、世界でのタイヤ生産シェアは1位ブリヂストン、2位ミシュランについで第3位である。一方、欧州でのオリジナルエクイップメント（Original Equipment, メーカー純正装着）シェアは第1位である。
コンチネンタル製タイヤの特徴としては、トレッドは固めで耐久性や信頼性を重視したオーソドックスなタイヤであり、トレッドパターンはブロックパターンよりリブを基調としたデザインである。3Dグループと呼ばれる放射状の横溝を持つ。ABSやESCといった電子制御を前提にしたタイヤ設計になっている。タイヤコンパウンドにシリカを多く使用しており、これによりウェットグリップ性能向上と転がり抵抗低減の両立に成功している。

### 主なタイヤ製品
- 乗用車用サマータイヤ
  - SportContact 7, SportContact 6, ContiSportContact 5P, ContiSportContact 5 (CSC5), ContiSportContact 3 (CSC3), ContiSportContact 2 (CSC2), ContiSportContact (CSC)
  - PremiumContact 7, PremiumContact 6, ContiPremiumContact 5, ContiPremiumContact 2 (CPC2), ContiPremiumContact (CPC)
  - EcoContact 6, ContiEcoContact 5 (CEC5), ContiEcoContact 3 (CEC3), ContiEcoContact EP (EP), ContiEcoContact CP (CP)
  - ExtremeContact DW06 PLUS
  - MaxContact MC6, MaxContact MC5
  - ComfortContact CC7, ComfortContact CC6, ComfortContact CC5
  - UltraContact UC7, UltraContact UC6
- 乗用車用オールシーズンタイヤ
  - AllSeasonContact 2, AllSeasonContact
- 乗用車用スタッドレスタイヤ
  - ContiVikingContact 7
  - NorthContact NC6
- SUV用タイヤ
  - UltraContact UC6 SUV, ContiCrossContact UHP, Conti4x4SportsContact, Conti4x4Contact
- バン用タイヤ
  - VancoContact 2, Vanco2, VancoContact
- EV用タイヤ
  - Conti eContact

## 採用メーカー
Template:Columns-begin
- メルセデス・ベンツ
- BMW
- アウディ
- フォルクスワーゲン
- ポルシェ
- オペル
- スマート
- ジャガー
- ランドローバー
- アルファロメオ
- フィアット
- ジープ

- プジョー
- ルノー
- ボルボ
- フォード
- トヨタ自動車
- 日産自動車
- ホンダ
- 三菱自動車工業
- スバル
- スズキ
- GM
- KTM
- ハスクバーナ

## 沿革
- 1871年 - ドイツ・ハノーファーに「コンチネンタル天然ゴム・グッタペルヒャ」(Continental-Caoutchouc und Gutta-Percha Compagnie) として創業。
- 1892年 - ドイツで初めて自転車用空気入りタイヤの生産開始。
- 1904年 - 世界初のトレッドパターンを採用した自動車用タイヤを発表。
- 1955年 - チューブレスタイヤを量産化。ドイツで初めてトラック、バス用のエアスプリングを開発。
- 1976年 - ニーダーザクセン州ノルトハイムに欧州最大のコンベアーベルト工場を設立。
- 1979年 - アメリカ Uniroyal Inc. の欧州タイヤ事業を買収し、ベルギー、ドイツ、フランス、英国のタイヤ工場を取得。
- 1988年 - フランスの大手ホースカブラー（継手）メーカーAnoflex Groupを買収。
- 1995年 - 自動車システム事業の強化のため、オートモーティブシステム部門を設立。
- 1998年 - 電子制御ブレーキシステム開発を手がけるアルフレート・テーベス社を買収。
- 2000年 - 日清紡と共同出資し、日本法人としてコンティネンタル・テーベス株式会社を設立。
- 2006年 - アメリカモトローラ社の自動車エレクトロニクス事業を買収。
- 2007年 - シーメンス社の自動車電子部品部門（シーメンスVDO）を買収して自動車機器関連事業に進出。
- 2008年 - シェフラーが同社に買収案を提示。8月、一定の条件の下で買収案を受諾。
- 2009年 - 上海にアジア地域統括本社と研究開発センターを設立。ラバー事業では、ドイツアディダス社のランニングシューズにコンチネンタル製のラバーが採用される。
- 2012年 - アメリカネバダ州で自動運転の走行試験を開始。
- 2013年 - 先進運転支援システム事業を強化すべく、イギリスのASL Visionを買収。日清紡ホールディングスと合弁会社を設立（現・コンチネンタル・オートモーティブ）。
- 2015年 - ゴムおよびプラスチック技術分野の企業であるVeyance Technologiesを買収。また先進運転支援システムやインフォテイメントシステムを手がけるElektrobitを買収。
- 2016年 - 3DフラッシュLiDAR開発を手がけるアメリカAdvanced Scientific Conceptsを買収。48Vマイルドハイブリッドシステムを発表。
- 2017年 - シリコンバレーに先端研究開発センターを開設。ITセキュリティを手がけるArgus Cyber Security社と、ネットワーク型ナビゲーション開発などを手がけるシンガポールのQuantum Inventionsを買収[5]。また無人の電動シャトル開発のためフランスの自動運転会社のEasyMileの小数株式取得。
- 2018年 - 車載用アンテナ生産会社Kathrein Automotiveを買収[6]。
- 2019年 - 国内自動車業界で初めて、無人運転車両の車両ナンバーを取得[7]。パワートレイン部門が、Vitesco Technologies社として独立。AI分野のソフトウェア企業であるCartica AIの少数株を取得。
- 2020年 - 統合コックピットの開発で、パイオニア社と戦略的パートナーシップを締結。自動運転/運転支援向けLiDARシステムメーカーAEye社の少数株主持分を取得[8]。
- 2021年 - Vitesco Technologiesの分社化を完了[9]。
- 2022年 - メキシコグアナファト州のブレーキ部品工場の生産能力を拡張し、新たな電気自動車工場も設置すると発表[10]。

### 日本法人
- 2000年 - ブレーキ摩擦材市場で世界最大手である日清紡との共同出資による合弁企業として、日本法人のコンチネンタル・オートモーティブ株式会社を設立。神奈川県横浜市に本社を置く。
- 2014年 - タイヤ部門の日本法人としてコンチネンタルタイヤ・ジャパン株式会社を設立。東京都品川区に本社を置く。
- 2019年 - パワートレイン部門の独立に伴い、ヴィテスコ・テクノロジーズ・ジャパン株式会社を設立。

## 歴代CEO
- 1973年 - 1982年：カール・ハーン (Carl Hahn)
- 1991年 - 1999年：フーベルトゥス・フォン・グリュンベルク (Hubertus von Grünberg)
- 1999年 - 2001年：シュテファン・ケッセル (Stephan Kessel)
- 2001年 - 2008年：マンフレート・ヴェネマー (Manfred Wennemer)
- 2008年 - 2009年：カール＝トーマス・ノイマン (Karl-Thomas Neumann)
- 2009年 - 2020年：エルマー・デーゲンハルト (Elmar Degenhart)[11]
- 2020年 - ：ニコライ・ゼッツァー (Nikolai Setzer)